# 王氏肥腹蛛
王氏肥腹蛛（学名：Steatoda wangi）为球蛛科肥腹蛛属的动物。在中国大陆，分布于陕西等地。该物种的模式产地在陕西眉县。